# Eugène Coulon (water-polo)
Pour les articles homonymes, voir Eugène Coulon.
Eugène Coulon, né le 6 mai 1874 à Lille et mort le 18 juin 1954 dans la même ville, est un joueur de water-polo français, licencié aux Pupilles de Neptune de Lille.
Il compte 2 sélections en équipe de France de water-polo masculin, remportant la médaille de bronze olympique aux Jeux olympiques d'été de 1900.